# Claude-François Jore
Claude-François Jore, né à Rouen en 1699, mort vers 1780, est un imprimeur-libraire français.

## Biographie
Fils de l'imprimeur-libraire rouennais Claude II Jore et de Marie Anne Rateault, il fut imprimeur et libraire. Il était l'imprimeur de Voltaire durant son séjour à Rouen (en 1731). Il fit sa connaissance par l'intermédiaire de Pierre-Robert Le Cornier de Cideville. C’est ainsi qu’il a imprimé une nouvelle édition de La Henriade, la première édition de l'Histoire de Charles XII et des Lettres philosophiques (2500 exemplaires).
Cette dernière édition lui a causé plusieurs ennuis avec la justice, conflits avec Voltaire, et a mis fin à sa carrière.
En fait, l’apparition d’une seconde édition en 1734 l’a obligé à séjourner à la Bastille durant quatorze jours (le temps nécessaire pour prouver son innocence).
Mais l’affaire ne s’arrête pas là, parce que la police retrouve chez lui la première édition. C’est ainsi qu'un nouvel arrêt de 1734 le déclara inapte à l’exercice de son métier d’imprimeur-libraire. Les accusations de sa part se multiplièrent à l'encontre de Voltaire. Après une longue querelle, Voltaire lui accorda une pension en prenant conscience de son sort. De cette misérable querelle reste le mémoire de Jore réimprimé dans le Voltairiana.
Après avoir quitté Rouen, il séjourne à Paris, puis devient contrôleur pour le Roi à l'hôpital militaire de Malines (1748). On retrouve par la suite sa trace en Pologne (1755-1756), à Amsterdam (1756-1759), puis à Milan chez le comte Alari à partir de 1768 où, semble-t-il, il donne des leçons particulières de français jusqu'à sa mort, survenue vers 1780.
Son épouse, née Catherine-Agnès Herault, fille du libraire rouennais Eustache Herault, a poursuivi jusqu'à sa mort en 1779 d'exercer la librairie dans la cour du Palais de Rouen sous le nom de « dame Jore ». Leur fils Claude-François (II) Jore (né en 1725) suivra la voie familiale ; leur fille, Marie Madeleine Jore, épouse successivement Nicolas Dumoncel puis Jacques Paysant de La Fosse.